# Area (группа)
Area — International POPular Group, более известная под названием Area или AreA — итальянская группа, исполняющая прогрессивный рок, а также джаз-фьюжн и экспериментальную электронную музыку. Группа сформировалась в 1972 году. Известна своими левоцентристскими текстами. Состав группы трижды менялся с 1972 по 1983 годы, с 1983 по 1993 год группа не существовала, с 1993 по 2000 год группа меняла свой состав ещё три раза. Её постоянными членами оставались ударник Джулио Капиоццо (Giulio Capiozzo) и клавишник Патрицио Фариселли (Patrizio Fariselli).

## Участники группы
- Patrizio Fariselli — фортепиано, клавишные (1973-настоящее время)
- Paolo Tofani — соло-гитара, синтезатор, VCS 3 (1973—1977, 2009-настоящее время)
- Ares Tavolazzi — бас-гитара, контрабас, тромбон (1974—1993, 2009-настоящее время)
- Walter Paoli — ударные (2010-настоящее время)

## Дискография

### Студийные альбомы
- 1973: Arbeit macht frei (album)|Arbeit Macht Frei
- 1974: Caution Radiation Area
- 1975: Crac!
- 1976: Maledetti (Maudits)
- 1978: 1978 Gli Dei Se Ne Vanno, Gli Arrabbiati Restano!
- 1980: Tic&Tac
- 1997: Chernobyl 7991

### Концертные альбомы
- 1975: Are(A)zione
- 1979: Event '76 (запись в Милане, 26 октября 1976 г.)
- 1996: Concerto Teatro Uomo (запись в Милане, 29 или 30 апреля 1977)
- 1996: Parigi-Lisbona (запись в Париже и Лиссабоне, 1976)
- 2004: Live in Torino 1977
- 2012: Live 2012 (Area album)|Live 2012

## Сборники
- 1977: Anto/Logicamente
- 1980: Area '70
- 1996: Gioia e Rivoluzione